# Hoplopagrus guentherii
Hoplopagrus guentherii är en fisk i familjen Lutjanidae, vars medlemmar ofta kallas snappers, som finns från Mexiko till Ecuador.

## Utseende
En fisk med hög, från sidorna sammantryckt kroppsform med lätt konvex panna och spetsig nos. och Ryggfenan består av två delar, en styv med 10 taggstrålar, och en mjukare med 14 mjukstrålar. Även analfenan har liknande uppbyggnad, med 3 taggstrålar och 9 mjukstrålar. Kroppen är grönaktig med omkring 8 brunaktiga tvärstreck på sidorna och skär buk. Som mest kan arten bli 92 cm lång och väga 9,58 kg, men den når oftast inte över 50 cm i längd.

## Vanor
Hoplopagrus guentherii förekommer vanligen över klippbotten på djup upp till 50 m, gärna i närheten av korallrev. Vuxna fiskar går inte gärna högre än 15 m, medan ungfiskar ofta vistas bland brunalger, och även i tidvattensdammar. 
Födan består av fisk och ryggradslösa bottendjur.

## Utbredning
Utbredningsområdet omfattar östra Stilla havet från Mexiko till Ecuador, inklusive Galápagosöarna.

## Betydelse för människan
Hoplopagrus guentherii är föremål för ett kommersiellt fiske, som lokalt kan vara av stor betydelse. Den fångas främst på långrev eller med fisknät, och saluförs vanligtvis färsk. Den är också föremål för sportfiske. Arten förekommer även i offentliga akvarier.

## Status
Arten betraktas som livskraftig ("LC") av IUCN, och inga egentliga hot är kända. Även om den är allmänt förekommande i hela sitt utbredningsområde är den inte särskilt vanlig, och på grund av att den lever på relativt grunt vatten anser dock IUCN att det finns en potentiell risk för överfiske.